# Süchterscheid

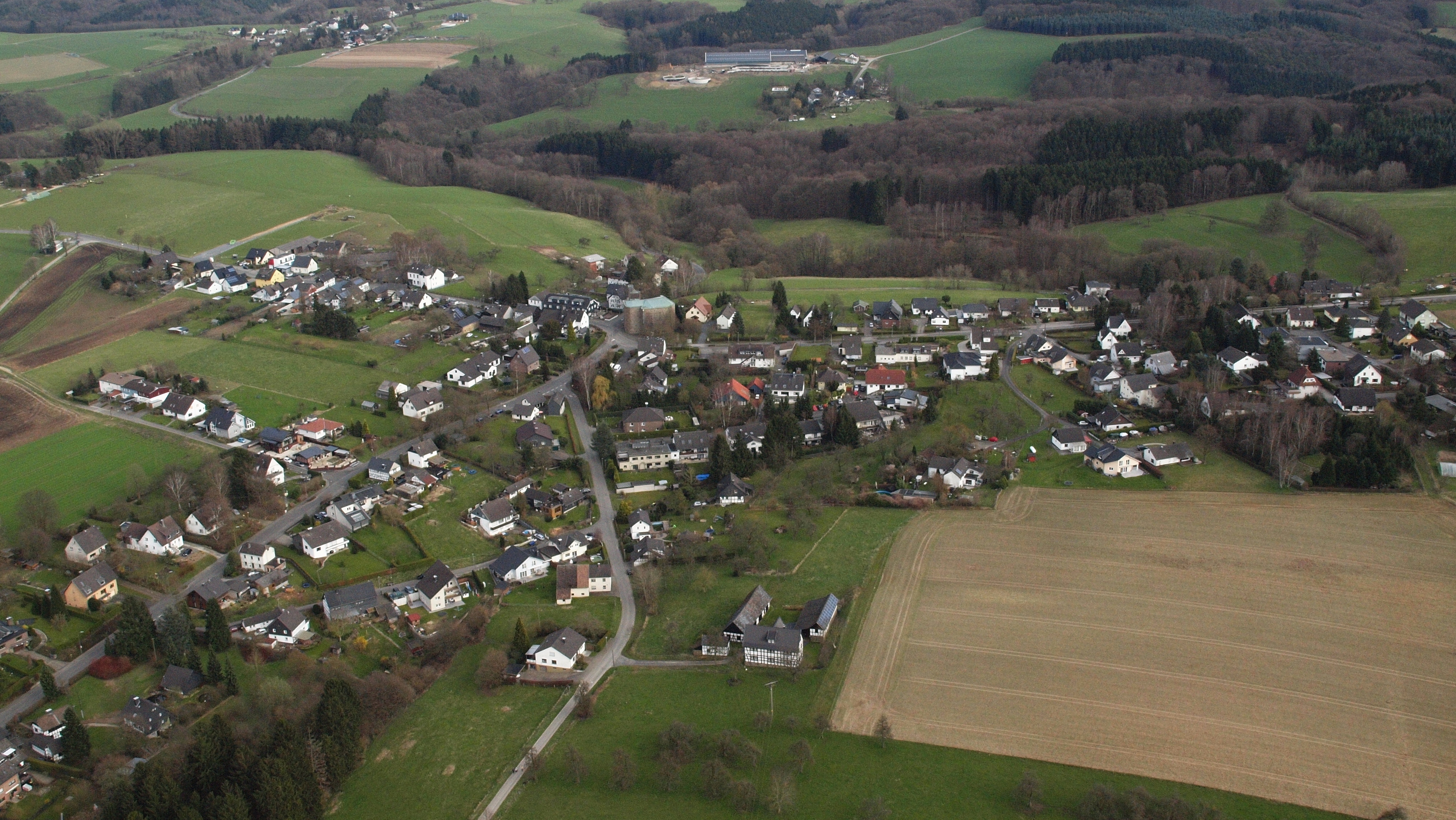
Süchterscheid, Luftaufnahme (2015)

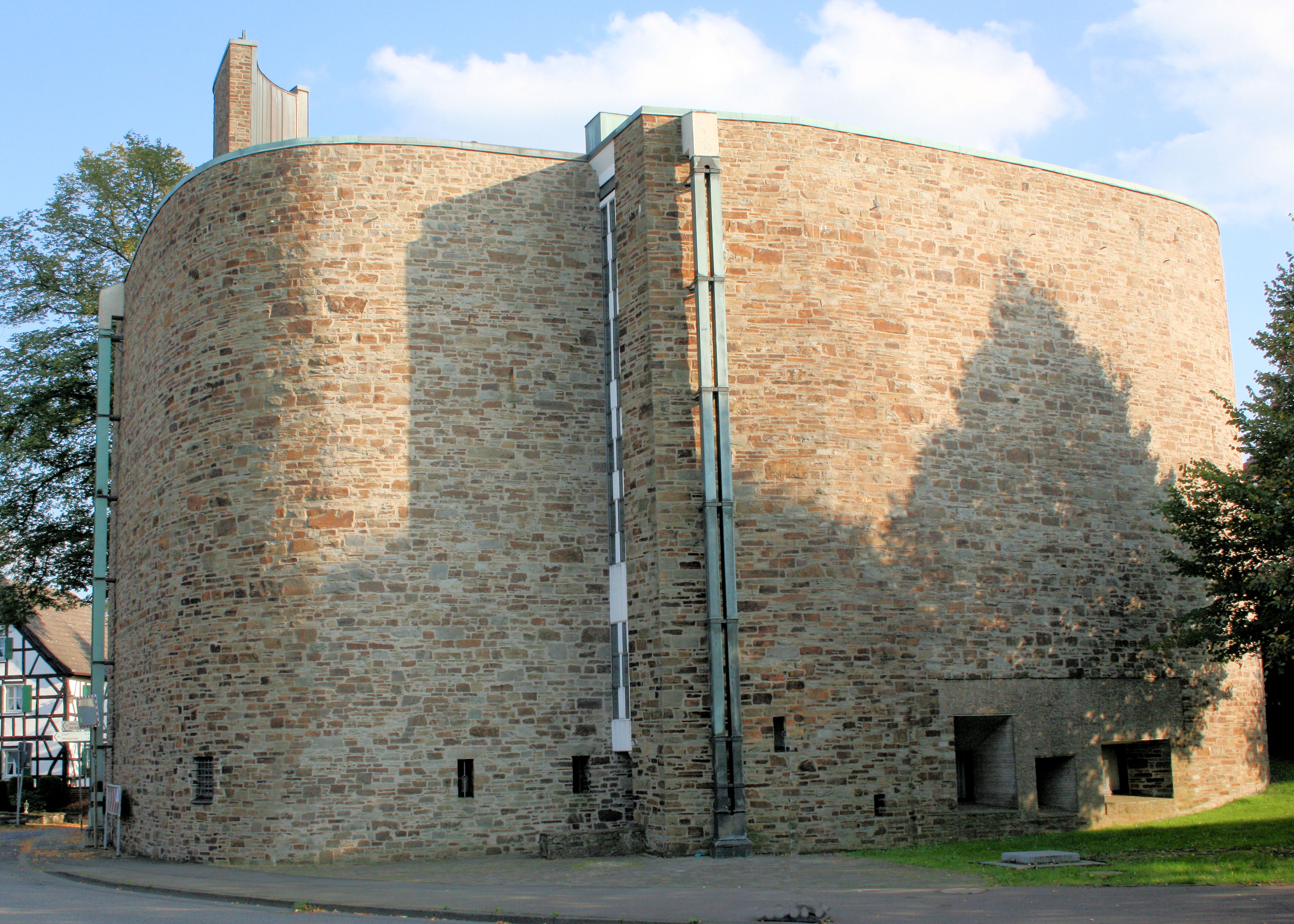
Die Süchterscheider Wallfahrtskirche

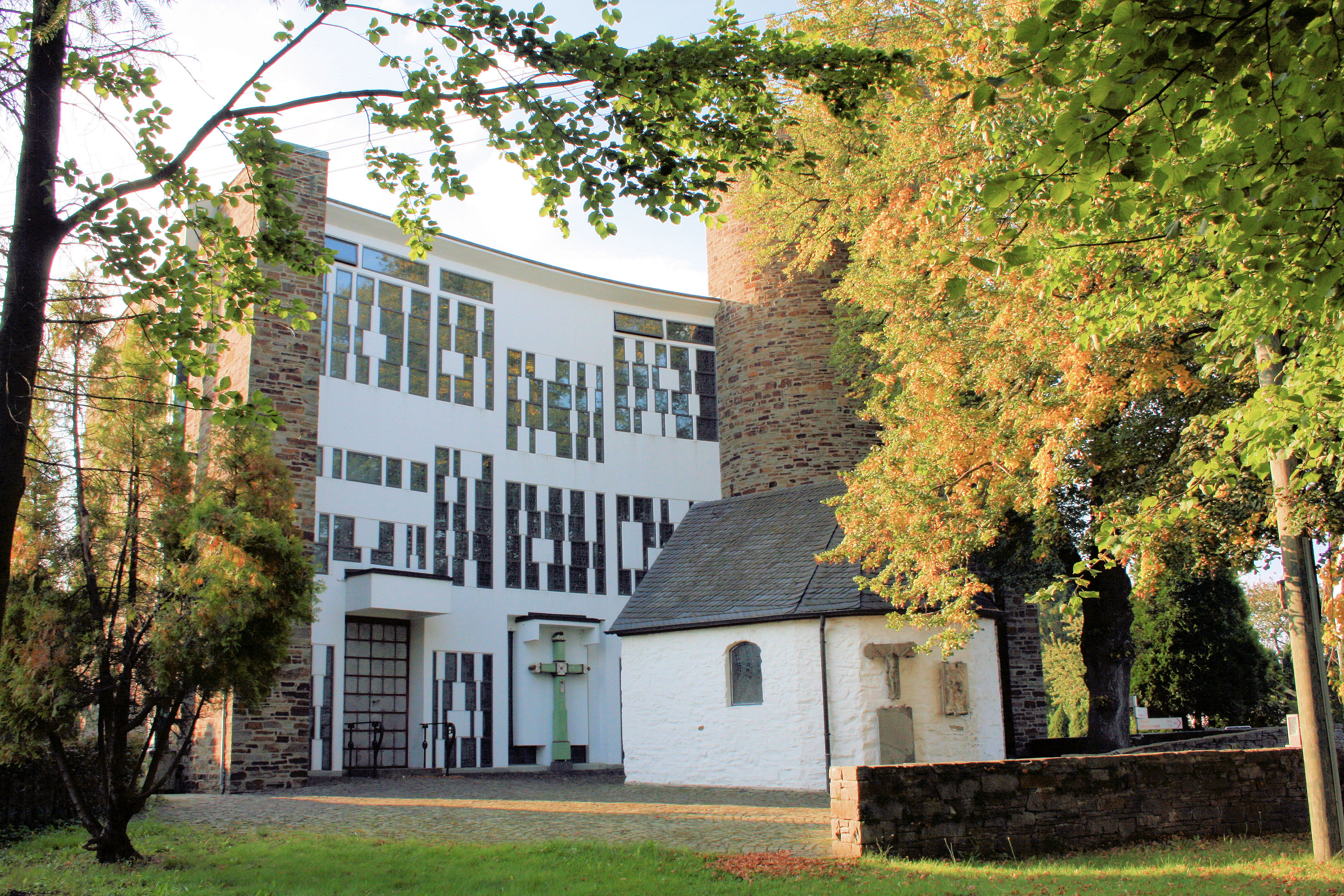
Der Kirchhof mit der Kapelle

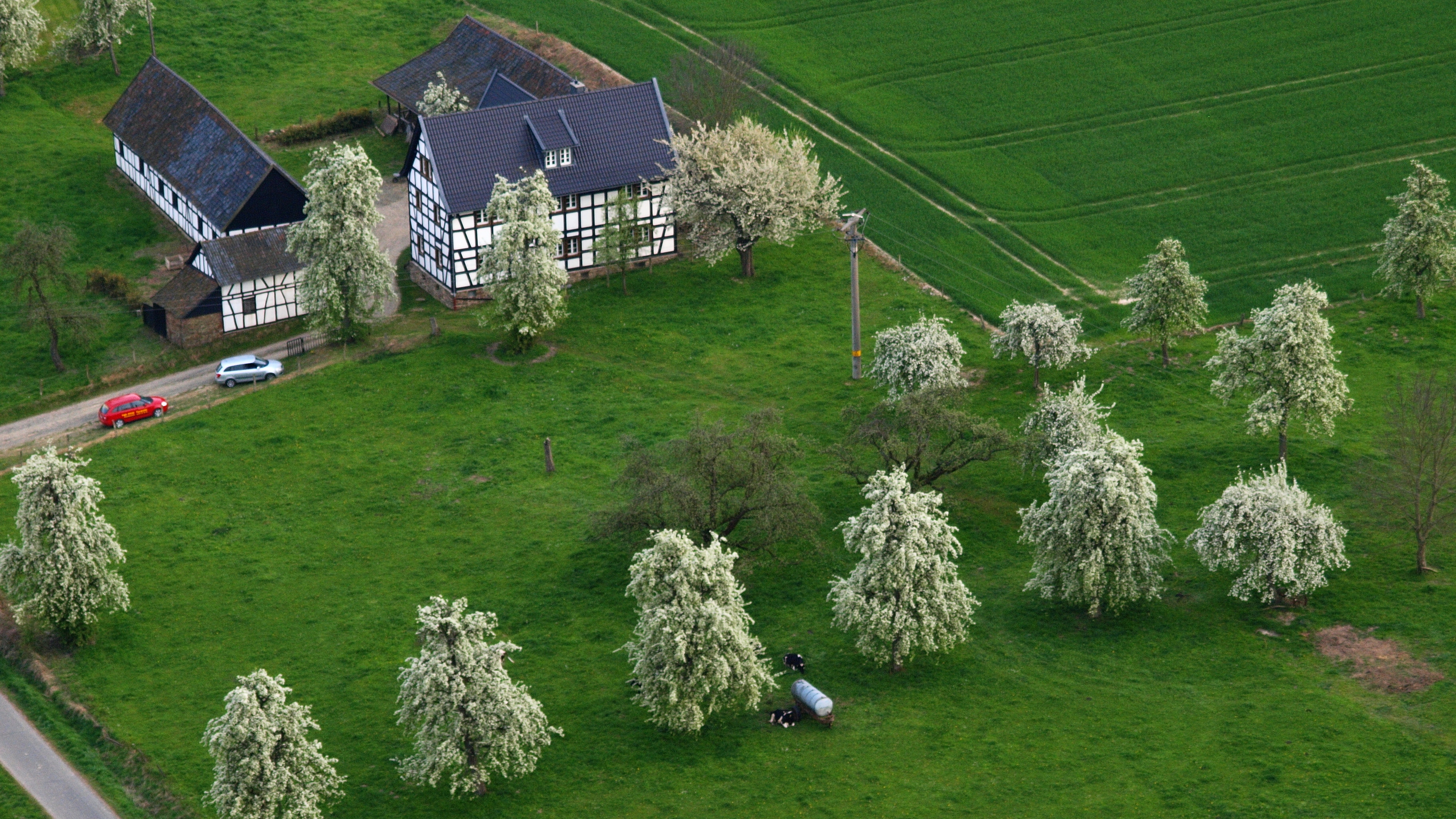
Süchterscheid, Historische Hofanlage, Luftaufnahme

Süchterscheid ist ein Ortsteil der Stadt Hennef (Sieg) im nordrhein-westfälischen Rhein-Sieg-Kreis.

## Lage
Auf dem gleichen Bergrücken (Scheid) wie Süchterscheid liegen unterhalb die Ortschaften Oberscheid, Mittelscheid und Niederscheid.

## Geschichte
1506 wurde es erstmals urkundlich erwähnt bei dem Eintrag des hasen hoffe zu suchterscheidt. 1570 wird eine Honschaft Süchterscheid genannt.
Die ursprüngliche Besiedlung von Süchterscheid bestand aus den Höfen
- Weschpfennigshof im Besitz der Herren von Scheidt genannt Weschpfennig
- Nassauer Hof
- Hofacker im Besitz der Junker von Meuschen bzw. Meuggen zu Ravenstein
- Kapellenhof, der ein Stifthof war
- Bungartshof
- Friedrich Daubenschladens Hof
- Hof auf dem Honscheid

Bis zum 1. August 1969 gehörte Süchterscheid zur Gemeinde Uckerath, im Rahmen der kommunalen Neugliederung des Raumes Bonn wurde Uckerath, damit auch der Ort Süchterscheid, der damals neuen amtsfreien Gemeinde „Hennef (Sieg)“ zugeordnet.

## Wallfahrtskirche
Süchterscheid besitzt eine Wallfahrtskirche Zum Heiligen Kreuz. 1506 stiftete Bertram von Nesselrode, Herr zu Ehrenstein, Ritter und Erbmarschall des Landes Berg, der Kapelle Zum heiligen Kreuz Benefiztum, ein neues Haus und Grundbesitz. Im März 1957 ließ der Kapellenbauverein die im Krieg beschädigte Kapelle bis auf die Apsis abbrechen und anschließend durch einen im selben Monat begonnenen Neubau in Form einer Kirche ersetzen, der 1965 mit der Verglasung einer Fensterwand abgeschlossen wurde. Der Neubau bezieht die halbkreisförmige Apsis vom Chor der alten Kreuzkapelle aus dem 12. Jahrhundert neu ummantelt mit ein. An der Ostseite der Kirche steht eine kleine Marienkapelle, die auf das Jahr 1681 datiert ist.